# Шмидт, Иоганнес
Иоганнес Шмидт (нем. Johannes Schmidt; 29 июля 1843 — 4 июля 1901) — немецкий лингвист, автор волновой теории языкового развития.

## Биография
Иоганнес Шмидт учился у выдающегося индоевропеиста Августа Шлейхера и специализировался на индоевропейских языках, особенно на славянских. Получил докторскую степень в 1865 году и с 1866 работал учителем в гимназии в Берлине.
В 1868 году Шмидт был избран Боннским университетом на должность профессора немецкого и славянских языков. В Бонне в 1872 году он опубликовал работу Die Verwandtschaftsverhältnisse der indogermanischen Sprachen (Родственные отношения индогерманских языков), в которой представил «теорию волн» (волновую теорию), являющуюся альтернативой теории генеалогического древа Шлейхера. Согласно этой теории языковые инновации распространяются из центра инновации к периферии, постепенно затухая (подобно тому, как расходятся по воде круги от брошенного камня). Именно этим объясняется языковая конвергенция. До него аналогичную теорию выдвинул Г. Шухардт (в 1868 году). С ней связано зарождение лингвистической географии и ареальной лингвистики, она оказала на последнюю значительное влияние.
С 1873 по 1876 Шмидт был профессором филологии в Грацском университете. В 1876 он вернулся в Берлин, где работал в качестве профессора в Берлинском университете имени Гумбольдта. Умер там же, в Берлине.

## Список основных научных трудов
- Zur Geschichte des indogermanischen Vocalismus (Часть I). Weimar, H. Böhlau (1871)
- Die Verwandtschaftsverhältnisse der indogermanischen Sprachen. Weimar, H. Böhlau (1872)
- Zur Geschichte des indogermanischen Vocalismus (Часть II). Weimar, H. Böhlau (1875)
- Die Pluralbildungen der indogermanischen Neutra. Weimar, H. Böhlau (1889)
- Kritik der Sonantentheorie. Eine sprachwissenschaftliche Untersuchung. Weimar, H. Böhlau (1895)